# Сръбска академия на науките и изкуствата
Сръбската академия на науките и изкуствата (на сръбски: Српска академија наука и уметности или Srpska Akademija Nauka i Umetnosti) е учредена със закон от Скупщината, обнародван с указ на крал Милан от 1 ноември 1886 година в Ниш.
До 30 юни 1947 носи името Сръбска кралска академия, след която дата е преименувана на Сръбска академия на науките, а от 1960 е Сръбска академия на науките и изкуствата (съкратено САНИ).
Правоприемник е на Сръбското книжовно дружество (основано на 31 май 1841 след решението от 7 май 1841 за преместване столицата на княжеството от Крагуевац в Белград) и Сръбското дружество на учените (от 29 юли 1864).
Седалището на Сръбската академия на науките и изкуствата е в столицата Белград.